# Márcio da Silva Dias
Márcio da Silva Dias (Porto Alegre, 20 de fevereiro de 1976) é um ex-futebolista brasileiro que atuava como zagueiro. Atualmente trabalha como assistente técnico de Leocir Dall'Astra no Ypiranga de Erechim.

## Carreira
Como jogador, Márcio atuou na posição de zagueiro e destacou-se em sua passagem pelo Sport Club Internacional, entre os anos de 1995 e 2000, onde foi campeão do Torneio Mercosul de 1996 e do Campeonato Gaúcho de Futebol de 1997. Sua atuação de auge foi no ano de 1997, época em que chegou a ser comparado com o chileno e ídolo da equipe Elías Figueroa.
No ano de 1999, acabou por ser emprestado à equipe austríaca do Sturm Graz, retornando no mesmo ano.
Após a saída do Internacional, jogou em vários clubes, como o São José-RS, o Mamoré, o Brasil de Pelotas, o Paysandu e o Porto Alegre.
Márcio encerrou sua carreira de jogador em 2010 no Cruzeiro de Porto Alegre.
Em 2012, começou a trabalhar no Ypiranga de Erechim como auxiliar técnico de Leocir Dall'Astra, perdurando até os dias atuais.

## Títulos
Internacional
- Torneio Mercosul: 1996
- Campeonato Gaúcho: 1997